# Makiïvka
Makiïvka (ukrajinski: Макіївка, ruski: Макеевка, stari nazivi: Dmitriivsk, Dmitriivs'kyj) je ukrajinski grad na istoku zemlje, u Donjeckoj oblasti. Prema podacima iz 2014., u gradu je živjelo 351.820 stanovnika. 

## Povijest
Dugo se mislilo da je Makiïvka osnovana 1777. godine, ali novija istraživanja pokazuju da se naselje spominje još 1696. godine. Prvi rudnik je otvoren 1875. Metalurško naselje je nazvano Dmitrijevsk 1899. godine, po Dmitriju Ilovajskom. Makiïvka je bila malo selo kada je spojeno s Dmitrijevskim. Dmitrijevsk se postepno razvio u jedan od najvećih centara za iskopavanje rude ugljena u području Donbasa. Dmitriivsk-Makiïvka je preimenovan u Makiïvka 1931. godine.
Godine 1939. u Makiivki je živjelo 8.000 Židova. U njemačkom izvješće o stanju iz 6. ožujaka 1942. navedeno je su gradovi Horlivka i Makiivka  "slobodni od Židova". U rujnu 2006. sagrađena je prva sinagoga u Makiivki nakon gotovo 70 godina. Židovska zajednica danas ima 2.000 članova.
Grad je jedan od uporišta proruskih pobunjenika u ratu u istočnoj Ukrajini 2014. godine. Donjeck i Makiïvka praktički su spojene u konurbaciju.

## Demografija
Kretanje broja stanovnika kroz povijest (bez naselja podređenih Gradskom vijeću)
| god.  | stanovnika |
| ----- | ---------- |
| 1923. | 15.509     |
| 1926. | 51.436     |
| 1939. | 241.897    |
| 1959. | 357.575    |
| 1970. | 392.250    |
| 1979. | 436.020    |
| 1989. | 430.201    |
| 2001. | 389.589    |
| 2005. | 375.992    |
| 2010. | 360.989    |
| 2014. | 351.820    |

Nacionalni sastav prema popisu stanovništva iz 2001.
|           | broj    | postotak % |
| Rusi      | 218.940 | 50,8       |
| Ukrajinci | 194.057 | 45,0       |
| Tatari    | 4.837   | 1,1        |
| Bjelorusi | 4.806   | 1,1        |
| Grci      | 1.139   | 0,3        |
| Gruzijci  | 1.109   | 0,3        |

## Vanjske poveznice
- (rus.)/(ukr.)/(engl.) / Službena stranica